# Hartmut Bietz
Hartmut Bietz (* 16. August 1942 in Cottbus; † 9. März 2020) war ein deutscher Komponist. Er hat die Melodie des Kirchenliedes Singt das Lied der Freude (EG 306) verfasst.

## Leben
Hartmut Bietz wurde in Cottbus als drittes Kind seiner Eltern geboren und wuchs zuerst in Cottbus, dann in Eberswalde auf. Nach der Klasse 10 besuchte er mit Hauptfach Posaune die Fachgrundschule für Musik, die der Hochschule für Musik „Hanns Eisler“ in Berlin angegliedert ist. Er studierte an der Kirchenmusikschule in Halle (Saale).
1969 wurde er Kantor an der Bekenntniskirche in Berlin-Treptow. Parallel dazu machte er eine Ausbildung zum Krankenpfleger und arbeitete von 1976 bis 1980 mit schwer behinderten Jugendlichen am Ulmenhof in Berlin-Wilhelmshagen.
1980 wurde er Lektor bei der Evangelischen Verlagsanstalt (EVA) in Berlin und ab 1990 beim Strube-Verlag, der die EVA übernommen hatte.
Hartmut Bietz war verheiratet und hatte zwei Kinder.

## Werke
Kompositionen:
- Nun danket alle Gott. Festmusik
- Befiehl du deine Wege – Präludium und Passacaglia
- Choräle für Orgel und Bläser

Melodien zu
- Vater unser im Himmel
- Singt das Lied der Freude

Liedersätze in Gemeinsam unterwegs, Lieder und Texte zur Ökumene
- Der Lärm verebbt
- Let there be hope
- Du bist das Brot
- Heilig, heilig, heilig, Gott

Liederbücher
- Kleines Liederbuch zum Singen in der Gemeinde der evangelischen Kirche der DDR (Herausgeber)
- Gutenachtlieder (ISBN 3-374-00876-3)